# Бочни прави мишић главе
Бочни прави мишић главе (лат. musculus rectus capitis lateralis) је парни мишић врата, који је локализован у четвртом слоју задње стране вратне мускулатуре. Он представља највише локализовани међупопречни мишић врата и простире се од доње стране потиљачне кости до попречног наставка првог кичменог пршљена.
Инервисан је од стране предње гране првог вратног живца, а основна улога му је бочно савијање главе.